# Давтян, Тигран Маврович
Тигра́н Ма́врович Давтя́н (арм. Տիգրան Դավթյան, 4 июня 1961, Ереван) — армянский государственный деятель.
- 1978—1981 — факультет экономической кибернетики Ереванского института народного хозяйства.
- 1981—1984 — экономический факультет Московского государственного университета.
- 1984—1987 — работал в Ереванском станкостроительном объединении в качестве инженера-экономиста.
- 1987—1991 — ведущий, затем главный специалист в государственном плановом комитете Армянской ССР.
- 1991—1997 — главный специалист, заместитель начальника отдела, начальник отдела, а затем начальник управления в министерстве экономики Армении.
- 1997—2000 — работал в министерстве торговли и промышленности Армении, заместителем начальника управления, начальником управления.
- 2000—2007 — заместитель министра торговли и промышленности Армении.
- Награждён Медалью Анании Ширакаци (2005).
- 2007—2008 — был генеральным директором ЗАО «Армянское агентство развития».
- С апреля 2008 по декабрь 2010 — министр финансов Армении. Ему присвоены сертификаты ряда международных финансово-экономических структур, в том числе Всемирного банка.
- С декабря 2010 — министр экономики Армении.